# Condé Nast Publications
Condé Nast és una editorial de revistes internacional, fundada el 1909. Les oficines principals es troben a Nova York, Londres, Milà, París, Madrid, Mèxic i Tòquio. Després de ser adquirida el 1959 per Samuel Irving Newhouse Sr, Condé Nast va ser propietat de Samuel Irving Newhouse, Jr (mort el 2017), i Samuel Irving Newhouse, Sr (fins al 1979), membres d'una important família jueva nord-americana. Els actuals màxims directius del grup són Robert A. Sauerberg Jr. (president i director general) i Nicholas Coleridge (president).
A Espanya manté dues oficines, la central al passeig de la Castellana a Madrid i la sucursal de Barcelona al passeig de Gràcia. A Mèxic, les oficines són a Montes Urales, a Ciutat de Mèxic.

## Publicacions

### Moda i estil de vida
- Vogue
- W
- Smoda
- Glamour
- Allure
- Self
- Teen Vogue
- GQ
- Details
- Lucky
- Easy Living
- LOVE

### Arquitectura i decoració
- Architectural Digest
- Maison & Jardin
- Vogue Decoration

### Núvies
- Brides
- Elegant Bride
- Modern Bride
- Sposabella Novias

### Família
- Cookie

### Alimentació
- Bon Appétit
- Gourmet

### Viatges
- Condé Nast Traveler

### Tecnologia
- Ars Technica
- Webmonkey
- Wired

### Economia
- Condé Nast Portfolio

### Cultura
- The New Yorker
- Vanity Fair

### Golf
- Golf Digest
- Golf for Women
- Golf World

Actualment amb el diari El País publica el suplement setmanal [S MODA].

## Llocs web relacionats
- Architectural Digest México
- Glamour México
- GQ México y Latinoamérica
- Vanity Fair México
- Vogue México y Latinoamérica
- Ars Technica
- cnworld.es
- vogue.es
- revistagq.com
- revistaad.com
- sposabella.com
- traveler.es
- glamour.es
- revistavanityfair.es
- Brides.com
- Concierge.com
- Condenaststore.com
- Condenet.com
- Epicurious.com
- Men.style.com
- NewYorker.com
- Newyorkerstore.com
- Portfolio.com
- Style.com
- Stylefinder.com
- Webmonkey.com
- Wired.com
- Condé Nast México y Latinoamérica
- CondeNast.es